# الاتحاد الأرجنتيني لكرة القدم
تأسس الاتحاد الأرجنتيني لكرة القدم في عام 1893م وانضم إلى الاتحاد الدولي لكرة القدم في 1912م وانضم إلى اتحاد أمريكا الجنوبية لكرة القدم في 1916م.

## روابط إضافية
- الموقع الرسمي
- تاريخ الرياضة الأرجنتينية (إسبانية)
- الدوريات الأرجنتينية (إسبانية)
- معلومات الدوريات الأرجنتينية
- تصنيف أندية الأرجنتين